# 9-я армия (РККА)
9-я армия (9 А) — объединение (армия) РККА, сформированное во время Гражданской войны.

## История
Девятая армия создана приказом РВС Южного фронта от 3 октября 1918 года на основании директивы РВСР от 11 сентября 1918 года из частей Поворинского и Балашово-Камышинского участков Южного фронта, с 4 мая 1920 — 9-я Кубанская армия.
Приказом РВС 9-й Армии, от 17 ноября 1919 года, из конной группы 9-й Армии под командованием М. Ф. Блинова (создана в сентябре 1919 года из кавалерийских бригад 14-й, 23-й и 36-й стрелковых дивизий) сформирована кавалерийская дивизия под наименованием Кавалерийская дивизия 9-й Армии, позднее Вторая кавалерийская дивизия (2-я кавалерийская дивизия).
Армия входила в состав: Южного фронта, с 1 октября 1919 года — Юго-Восточного фронта, с 16 января 1920 года — Кавказского фронта, с 29 мая 1921 года — Северо-Кавказского ВО. По приказу войскам Кавказского фронта № 679 от 4 мая 1920 года армия получила наименование 9-й Кубанской.
Расформирована 15 июня 1921 года.

## Боевые действия
В октябре — декабре 1918 года 9-я армия вела бои с Донской армией Краснова в районах Поворино, Елань, Балашов. В январе — марте 1919 г. участвовала в наступлении Южного фронта, заняла Борисоглебск и Новохоперск. С марта подавляла Вёшенское восстание в своем тылу и вела оборонительные бои с войсками Деникина в Донбассе. Входила в состав Особой группы В. И. Шорина (23 июля — 30 сентября 1919), участвовала в августовском контрнаступлении Южного фронта, затем держала оборону на реке Хопёр против наступавшей Донской армии. В ноябре — декабре 1919 участвовала в наступлении Юго-Восточного фронта, форсировала реки Дон и Северский Донец, заняла станицы Миллерово, Лихую.
В январе 1920 года армия вела наступление в Ростово-Новочеркасской операции, в январе — апреле — в Северо-Кавказской операции по завершению разгрома армий Деникина и осуществлении в ходе её Доно-Манычской операции (17 января — 6 февраля 1920), Тихорецкой операции (14 февраля — 2 марта 1920) (форсирование р. Маныч), в Егорлыкском сражении (февраль — март 1920), в Кубано-Новороссийской операции (3 марта — 27 марта 1920) (выход на Кубань, занятие гг. Екатеринодар, Новороссийск). Принимала участие в преследовании остатков деникинских войск в районе Туапсе, Сочи. В августе — сентябре 1920 вела бои по ликвидации Улагаевского десанта на Кубани и на Таманском полуострове, против «Армии возрождения России» генерала Фостикова и других белогвардейских формирований в западной части Северного Кавказа. 
В феврале-марте 1921 армия вела боевые действия на Черноморском побережье против вооружённых сил Грузинской Демократической Республики.

## Состав (года)
В состав 9-й армии входили:
- управление (штаб);
- 2-я Донская стрелковая дивизия (август— сентябрь 1920),
- 9-я стрелковая дивизия (апрель — сентябрь 1920, январь — февраль 1921),
- 12-я стрелковая дивизия (февраль — март 1920),
- 14-я стрелковая дивизия (1-го формирования) (бывшая 2-я Курская пехотная дивизия, октябрь 1918 — апрель 1920, сентябрь 1920 — январь 1921),
- 16-я стрелковая дивизия (октябрь 1918 — май 1919),
- 18-я стрелковая дивизия (ноябрь — декабрь 1920),
- 21-я стрелковая дивизия (январь — март 1920,
- 22-я стрелковая дивизия (сентябрь 1919 — июнь 1921),
- 23-я стрелковая дивизия (бывшая 1-я Усть-Медведицкая стрелковая дивизия, октябрь 1918 — июнь 1920),
- 24-я стрелковая дивизия (январь — март 1920),
- 33-я стрелковая дивизия (март — апрель, май 1920),
- 34-я стрелковая дивизия (апрель 1920 — май 1921),
- 36-я стрелковая дивизия (бывшая Экспедиционная дивизия 9-й армии, апрель — июнь 1919, июль 1919 — февраль 1920),
- 40-я стрелковая дивизия (октябрь 1919),
- 50-я стрелковая дивизия (апрель 1920),
- 52-я стрелковая дивизия (февраль — март 1920),
- 56-я стрелковая дивизия 1-го формирования (июль — октябрь 1919),
- Сводная стрелковая дивизия (впоследствии 11-я стрелковая дивизия) (январь — февраль 1919),
- Уральская стрелковая дивизия (декабрь 1918 — февраль 1919),
- Конно-сводный корпус (ноябрь 1918 — апрель 1920),
- 1-я Кавказская кавалерийская дивизия (май — сентябрь 1920),
- 2-я кавалерийская дивизия (ноябрь 1919 — февраль 1920),
- 5-я кавалерийская дивизия (сентябрь — октябрь 1920),
- 7-я кавалерийская дивизия (сентябрь 1920),
- 12-я кавалерийская дивизия (август — ноябрь 1920),
- 16-я кавалерийская дивизия (апрель — июнь. 1920, январь — февраль 1921),
- 21-я кавалерийская дивизия (февраль — март 1921).
- 15-й авиационный поезд (С 12.6.1919 г. Рудзит, Казимир Андреевич- командир 15-го разведывательного авиаотряда в составе армии)
- Кавалерийская дивизия имени Екимова (апрель — май 1920)[4]

## Дислокация штаба
- октябрь 1918 — март 1919 — Балашов
- июнь 1919 — июль 1919 — Балашов
- июль 1919 — сентябрь 1919 — Пенза
- сентябрь 1919 — Балашов
- ноябрь 1919 — декабрь 1919 — Сердобск
- декабрь 1919 — Балашов
- декабрь 1919 — январь 1920 — Калач
- февраль 1920 — март 1920 — Каменск
- май 1920 — апрель 1920 — Новочеркасск
- апрель 1920 — июнь 1921 — Екатеринодар

## Командный состав (года)
Командующие:
- А. И. Егоров (28 сентября — 24 ноября 1918),
- П. Е. Княгницкий (25 ноября 1918 — 6 июня. 1919),
- Н. Д. Всеволодов (6 — 16 июня 1919, перешёл к белым),
- А. К. Степинь (16 июня 1919 — 9 февраля 1920),
- А. А. Душкевич (младший) (ВрИД, 9 февраля — 1 марта 1920),
- И. П. Уборевич (1 марта — 5 апреля 1920),
- М. И. Василенко (5 апреля — 19 июля 1920),
- М. К. Левандовский (19 июля — 5 октября 1920, 21 ноября 1920 — 26 января 1921, 22 апреля — 13 июня 1921),
- В. Н. Чернышев (врид., 5 октября — 21 ноября 1920, 26 января — 22 апреля 1921),
- И. Ф. Шарсков (13 — 22 июня 1921).

Члены РВС:
- П. В. Дашкевич (10 октября 1918 — 7 мая 1919),
- П. Е. Княгницкий (2 — 25 ноября 1918),
- В. А. Барышников (11 ноября 1918 — 9 июня 1919),
- Г. Я. Сокольников (2 декабря 1918 — 7 февраля 1919),
- И. И. Ходоровский (23 марта — 27 авг. 1919),
- Б. Д. Михайлов (23 мая — 14 августа 1919),
- С. А. Баландин (22 июня — 27 июля 1919),
- А. М. Пыжев (4 июля — 22 сентябрь 1919),
- Н. А. Анисимов (12 июля 1919 — 24 января 1920),
- Д. Г. Перчихин (8 арв — 6 октября 1919),
- В. В. Кураев (21 августа — 9 ноября 1919),
- А. Г. Белобородов (11 октября 1919 — 2 июля 1920),
- А. М. Лиде (10 марта — 8 июля 1920),
- С. А. Анучин (2 июля — 24 августа 1920),
- Я. В. Полуян (24 июля — 3 сентября 1920),
- А. М. Дьяконов (20 — 31 августа 1920),
- Р. А. Петерсон (25 августа — 20 сентября 1920),
- И. В. Косиор (27 августа — 3 октября 1920),
- М. С. Эпштейн (врид., З октября 1920 — 9 мая 1921),
- М. А. Алексинский (9 мая — 22 июня 1921),
- П. М. Моренец (16 — 22 июня 1921).

Начальники штаба:
- П. Е. Княгницкий (28 сентября — 28 октября 1918),
- Н. Д. Всеволодов (29 октября 1918 — 20 апреля 1919),
- И. И. Гарькавый (врид., 20 апреля — 8 мая 1919),
- Карепов (врид., 1 — 29 мая 1919),
- Э. И. Захарович (врид., 30 мая — 16 июня 1919, 29 мая — 13 июня 1920),
- И. Преображенский (16 июня — 25 июля 1919),
- Г. Д. Суходольский (врид, 25 июля — 10 августа 1919),
- А. А. Душкевич (10 августа 1919 — 23 мая 1920),
- М. Е. Медведев (13 июня — 21 июля 1920),
- И. Г. Кулев (21 июля — 12 августа 1920).